# Francoska tujska legija
Francoska tujska legija (francosko Légion Étrangère De Français) je elitna in specialna enota francoskih oboroženih sil.

## Zgodovina

### ustanovitev 1831
Francosko tujsko legijo je 9. marca 1831 ustanovil francoski kralj Ludvik-Filip I.. Tega leta je Francija osvajala Alžirijo in je tam potrebovala vojsko, hkrati pa se je v istem obdobju v Francijo zateklo veliko število tujcev iz drugih evropskih držav. Z ustanovitvijo legije je kralj pridobil vojaško silo in se istočasno znebil tujcev, ki jih je poslal v Alžirijo.

### Alžirija 1831-1835
Zgodovina legije se začne z osvajanjem Alžirije in legionarji hitro zaslovijo kot zelo požrtvovalni in trdoživi vojaki, ki brez usmiljenja izvršujejo ukaze. 

### Španija 1835-1839
Leta 1835 je dal kralj legijo na razpolago španski kraljici Izabeli v boju proti upornikom. Toda število legionarjev je zelo hitro upadalo, nekaj zaradi bojev, pa tudi, ker je za njih kraljica zelo slabo skrbela. Tako da je ta »španska legija« z boji vse bolj izginjala,tako da je bila v Alžiriji ustanovljena nova legija tujcev.

### Mehika 1863
Francoski legionarji, ki so v podporo mehiškemu cesarju Maksimilijanu iz Francije odpluli proti velikemu mehiškemu pristanišču Veracruz, niso vedeli, da se bo tam na novo zapisala njihova zgodovina. 30. aprila 1863, je bila njihova naloga zavarovati vlak z zelo pomembnim tovorom, in sicer s tremi milijoni zlatih frankov, strelivom in hrano. Vlak je potoval iz Veracruza, od koder so ga poslali francoski vojaki, preko oblegajočega Puebla, do Mexico Cityja. To je bila dotlej strateško najpomembnejši železniški prevoz v mehiški akciji.
Polkovnik Pierre Jeanningros, ki je dobil nalogo zavarovati vlak, ni vedel, komu naj zaupa tretjo četo legije, katere skoraj polovica je bila tedaj v bolnišnici zaradi raznih bolezni. Kapitan Jean Danjou se je takoj ponudil za vodjo čete, vendar je bil invalid, zato je polkovnik nad njegovo ponudbo malo okleval. Danjouju je v času njegove vojaške kariere v roki razneslo signalno pištolo in je tako izgubil zapestje. Ker se ni hotel odpovedati vojski, si je dal izdelati leseno protezo in je odtlej v legiji opravljal pisarniške naloge. Danjou je nadrejenemu obljubil, da mu bo v veliko čast, če bo lahko povedel tretjo četo v boj, če bo to potrebno. Polkovnik Jeanningros ni mogel drugega kot privoliti.
Ob enih ponoči 30. aprila 1863 se je tretja četa odpravila iz Chiquohuita preko Pasa del Macha, vasi Camaron in vse do njihovega cilja v Paolo Verde. Danjou je bil umirjenega značaja, ki ni dajal vtisa junaka, vendar je bil vojak s telesom in srcem. Ko se je v mladosti odločil za vojaški poklic, se je s tem uprl očetovi želji, ki je pričakoval od njega, da prevzame družinsko klobučarsko obrt v vasici Chalabre ob vznožju Pirenejev. Med trojico oficirjev, ki so se z dvainšestdesetimi legionarji namenili zavarovati zelo pomemben konvoj pred napadom uporniških Mehičanov, je bil Danjou edini, ki je končal usposabljanje na  vojaški akademiji Saint-Cyr. Tik pred svitom so nedaleč od Camarona (danes Camarón de Tejeda), opravili postanek za kavo in prigrizek. Stražar je nenadoma opozoril  na kakšnih dvajset mehiških konjenikov, ter dal znak za nevarnost.
Takoj so skočili na noge ter odhiteli v kritje  proti Camaronu, saj bi jih na planem Mehičani hitro premagali. Jean Danjou se je v tistem trenutku spomnil ukaza, da mora vlak za vsako ceno priti na cilj. Zaukazal je formirati kvadrat in tako odbil prvi napad mehiških konjenikov, ki jih je v tistem trenutku bilo že kakšnih sto. Danjou je, medtem ko so se mehiški konjeniki pripravljali na drugi napad, opazil na pol razpadlo haciendo v vasici Camaron, ki bi jim lahko služila kot zaščita pred direktnim napadom. Odbili so tudi drugi napad in se v teku na ukaz in pod vodstvom Danjouja prebili in pognali proti haciendi. Boj je splašil mule, ki so se razbežale, natovorjene s hrano in vodo. Okrog haciende je na obzorju bilo kakšnih osemsto konjenikov, z nalogo, da pokončajo peščico legionarjev.
Kapetan Danjou razporedil legionarje po haciendi in jim ukazal, da mora vsaka krogla zadeti. Odprl je steklenico francoskega vina in ga začel častno deliti, tako da je vsak dobil požirek, ter tako za trenutek pogasil žejo. Pri tem pa je od njih terjal obljubo, naj raje častno umrejo kot pa se predajo. Ob pol desetih je z belo mahajočo zastavico na plano prijezdil mehiški kapetan in svaril, da jih je nekajkrat več in da jim njihov poveljnik polkovnik Francisco de Paula Milán obljublja življenje, če se predajo, kar pa je kapetan Danjou zavrnil.
Mehičani so napadli iz vseh strani. Napad so legionarji srdito odbijali, vendar je malo pred dvanajsto uro krogla zadela kapetana Danjouja naravnost v prsi in obležal je mrtev. Zdaj več nikomur ni prišla na misel predaja, čeprav so jih Mehičani prišli že v drugo pozivat, naj odvržejo orožje. Od nekdanjih 62 legionarjev sta živela še dva oficirja in štirideset legionarjev. Podporočnik Jean Vilain je prevzel poveljstvo. Okoli dvanajste ure jih je legionar, ki je bil na strehi, obvestil, da se bliža še dodatnih približno tisoč mehiških pešakov. Legionarji so molče umirali. Ostalo je le še pet legionarjev, sta se spominjala preživeli poročnik Maine in poročnik Maudet, Vilain je zaukazal izstreliti poslednje naboje, zatem pa se z bajoneti pognati nad Mehičane. V toči mehiških krogel so na nogah ostali le še Maine, Constantin in Wenzel. Mehiški polkovnik Campos je zaustavil svoje vojake in nagovoril tri preživele legionarje k predaji. Poročnik Maine mu je odgovoril, da se predajo, če jim pustijo njihovo orožje, opravo in če poskrbijo za njihove ranjene in mrtve legionarje. »Možem, kot ste vi, ne odbijemo ničesar!«, je odgovoril mehiški polkovnik Campos in jih odpeljal skozi dolgo vrsto mehiških vojakov do polkovnika Milana.
62 legionarjev pod poveljstvom kapetana Danjouja je držalo prisego do konca. Upirali so se enajst ur proti dva tisoč neusmiljenim mehičanom, jih okoli tristo ubili in prav toliko tudi ranili. S svojo žrtvijo so rešili železniško kompozicijo, ki je varno pripeljala v La Soledad in s tem izpolnili nalogo, ki jim je bila zaupana. Na mestu zgodovinske bitke legionarjev v Mehiki je bil v njihovo čast leta 1892 postavljen spomenik, na katerem je izklesano:
»Tukaj jih je besnelo 30. aprila 1863 manj kot šestdeset nasproti celi armadi, katere premoč množice jih je zlomila. Prej kot pogum je življenje zapustilo te francoske vojake. Domovina je v njihov spomin postavila ta spomenik«.

### Prva svetovna vojna 1914-1918 in druga svetovna vojna 1940-1945
V tem obdobju se je legija vojskovala na Bližnjem vzhodu, v Norveški, v Franciji, v Italiji, v Nemčiji, Avstriji, Eritreji in drugod.

### Indokina 1945-1954
Francoska vlada je v boje v Indokini poslala Tujsko legijo, vendar je ta tam izgubila več kot 10.000 legionarjev. To so bile največje izgube v zgodovini legije.

### Alžirija 1954-1962
Tudi v Alžiriji je tujska legija dolgo sodelovala v vojni, vendar je Francija po sklenitvi pogodbe o neodvisnosti marca 1962 v naslednji mesecih morala umakniti svoje vojake in paravojaške skupine (OAS) iz te države. Tako je tudi legija morala zapustiti svojo »rodno zemljo«.
1969 - 2004 (po Alžiriji)
Po odhodu iz Alžirije in vse do danes je Legija tujcev bila poslana na različna krizna žarišča v svetu:
- 1969-1978:Čad
- 1978: Zaire
- 1983: Libanon
- 1991: Kuvajt, Irak
- 1992: Somalija, Kambodža, Bosna in Hercegovina
- 1994: Ruanda
- 1996: Centralnoafriška republika
- 1997: Kongo, Kosovo
- 2001: Afganistan
- 2002: Slonokoščena obala
- 2004: Haiti

Od leta 1831 je padlo več kot 36.000 legionarjev.

## Znani pripadniki legije
- Aage Danski, danski princ
- Dmitrij Amilakvarij, princ
- Achille Bazaine, francoski maršal
- Ante Gotovina, hrvaški general
- Peter I. Karađorđević, kralj Srbije in Kraljevine SHS
- Maurice MacMahon (=Marie Mac Mahon) francoski maršal oz. predsednik
- Zinovi Peškov, sin Maksima Gorkega
- Alan Seeger, ameriški pesnik
- Cole Porter, ameriški skladatelj
- Milorad Ulemek-Legija, srbski paravojaški poveljnik in zločinec

## Vojne in bitke legije
- Bitka pri Camaronu
- Vojna v Indokini
- Bitka za Dien Bien Phu

## Zaobljuba
1. »Legionar ti si prostovoljec, Franciji služiš s častjo in zvestobo«.
2. »Vsak Legionar je tvoj brat v boju, ne glede na njegovo nacionalnost, raso, vero. Vedno mu nudiš solidarnost, kakršna vlada med člani družine«.
3. »Spoštuj tradicijo, pripadnost svojemu šefu, disciplina in kolegialnost sta tvoja moč, pogum in vdanost«.
4. »Ponos, da si Legionar, kažeš z vedno elegantno obleko, z vedno dostojnim, vendar skromnim obnašanjem in zmeraj čistimi prostori«.
5. »Kot elitni vojak se uriš s strogostjo, ravnaš s svojim orožjem kot z najbolj dragoceno dobrino in neprestano skrbiš za svojo fizično pripravljenost«.
6. »Naloga je sveta in jo izvršuješ do konca za vsako ceno«!
7. »V boju reagiraš brez strasti in brez sovraštva, spoštuješ premagane sovražnike, nikoli ne zapustiš niti svojih mrtvih, niti svojih ranjenih, niti svojega orožja«.